# Dendrite (biologie)
Pour les articles homonymes, voir Dendrite.
| Dendrite Soma Axone Noyau Nœud de Ranvier Terminaison axonale Cellule de Schwann Myéline |

Les dendrites (du grec δένδρον déndron «arbre») sont des prolongements du corps cellulaire des neurones dont elles partagent les organites (à l'exception du noyau et des lysosomes). 
Par extension, les dendrites désignent les expansions cytoplasmiques de certaines cellules (mélanocyte, cellule dendritique).

## Structure
Les dendrites sont des prolongements des neurones moteurs courts et effilés. Les corps cellulaires en contiennent généralement des centaines, avec les mêmes organites. Elles forment la principale structure réceptrice des neurones.
Le nombre, la morphologie et la localisation des dentrites permettent de différencier des familles différentes de neurones et sont associés à des propriétés électriques et computationnelles distinctes. Les dendrites n'ont pour la plupart qu'un axone qui s'étend sur une distance plus ou moins longues depuis le corps cellulaire.
Les dendrites peuvent se diviser par dichotomies successives, s'affinant ainsi de leur origine trapue vers la périphérie, ce qui leur confère un aspect arborescent. D'une grande variété morphologique, elles peuvent s'apparenter à un buisson touffu, à un rideau de branchages ou encore à une queue de cheval.  Elles sont parfois couvertes de courtes excroissances, allongées ou pédiculées, appelées épines dendritiques (de 1 à 2 microns). Ces épines sont des déformations locales de la membrane plasmique consécutive à l'actine du cytosquelette. Elles contiennent les membranes et les polysomes nécessaires à la biosynthèse locale de protéines, essentiel dans la plasticité synaptique.

## Physiologie

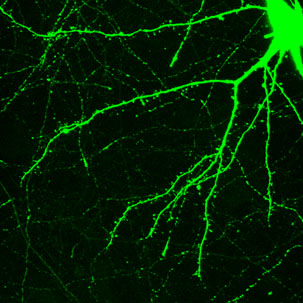
Neurone d'hippocampe cultivé in vitro, exprimant une protéine fluorescente verte (GFP) et présentant des dendrites avec de nombreuses épines dendritiques

Les dendrites, en particulier les épines dendritiques, reçoivent des afférences d'autres neurones au niveau des synapses dont elles constituent l'élément post-synaptique (séparé par la fente synaptique de renflements terminaux des neurones afférents). Le nombre de terminaisons afférentes est directement corrélé à la complexité de ses ramifications dendritiques. La forme des dendrites a pour cette raison une profonde influence sur la fonction du neurone.
Les courants électriques (ioniques) sont générés au niveau synaptique, préférentiellement vers le soma, soit de manière passive selon une loi décrémentielle, soit activement grâce à des processus regénératifs faisant intervenir des conductances ioniques transmembranaires (potentiel d'action dendritique). Chez certains neurones, le potentiel d'action axonal peut remonter vers les dendrites (potentiel rétrograde).

## Développement
L'arborisation dendritique est la dernière étape de la différenciation neuronale avant la formation synaptique. Elle assure la modulation adéquate de la croissance dendritique. Ce mécanisme repose sur une double répulsion lors de laquelle les dendrites se développent de manière à ne pas pousser vers un dendrite d'un même neurone et vers les autres dendrites. Ce processus assure une couverture adéquate de la région neuronale concernée. Sa base moléculaire a d'abord été analysée chez la drosophile sur la base des gènes DSCAM1 et DSCAM2.
Le développement du dendrite prend son origine dans le complexe de reconnaissance de l’origine (en), le complexe protéique à la base de la réplication de l’ADN. Les dendrites acquièrent des caractéristiques spécifiques grâce à leur expression génétique et à l'interaction de signaux qui contrôlent la formation et la stabilisation des épines. De nombreux facteurs concourent à leur élaboration, dont les régulateurs de la transcription, les molécules de guidage, les cellules voisines et l'activité neuronale. L'ensemble de ces mécanismes génèrent des arborescences dendritiques spécifiques à la taille et la forme de la cellule, entre autres causes.
Les dendrites ont en commun avec les axones des molécules de guidage qui dirigent la croissance de leurs branches, la connectivité synaptique et la puissance de leur transmission, comme la paire de récepteurs-ligand sémaphorine-neuropiline des cellules pyramidales ou le complexe protéique Slit-Robo (en).